# Diospyros consolatae
Diospyros consolatae är en tvåhjärtbladig växtart som beskrevs av Emilio Chiovenda. Diospyros consolatae ingår i släktet Diospyros och familjen Ebenaceae. Inga underarter finns listade i Catalogue of Life.